# Freiherr vom Stein (Schiff, 1939)
Die Freiherr vom Stein war ein als Zollkreuzer für das Reichsfinanzministerium gebautes Schiff, das dann jedoch bei seiner Fertigstellung als U-Boot-Jäger für die Kriegsmarine in Dienst gestellt wurde.

## Bau und technische Daten
Das Schiff lief am 10. März 1939 auf der Werft Nobiskrug in Rendsburg mit der Baunummer 500 vom Stapel. Es war 42,85 m lang und 6,63 m breit und hatte 2,57 m Tiefgang. Zwei 10-Zylinder-Dieselmotoren mit zusammen 3200 PS ermöglichten eine Höchstgeschwindigkeit von 23,8 Knoten.

## Geschichte

### Zweiter Weltkrieg
Der neue Zollkreuzer machte am 15. August 1939 seine Probefahrt und wurde bereits drei Tage später von der Kriegsmarine requiriert, entsprechend bewaffnet und mit der Bezeichnung UJ 172 als U-Jäger in der Ende Juli in Kiel gebildeten 17. U-Bootjagdflottille in Dienst gestellt, der auch die beiden Schwesterschiffe Nettelbeck als UJ 171 und Yorck als UJ 174 zugewiesen wurden. Das Boot operierte zunächst in der Ostsee und nahm dann im April 1940 im Verband der Kriegsschiffgruppe 9 am Unternehmen Weserübung, der Besetzung Dänemarks und Norwegens teil, wobei der Verband Middelfart und die dortige Lillebæltsbrücke über den Kleinen Belt in Süd-Dänemark zum Ziel hatte.
Bereits am 1. Mai 1940 wurde das Schiff als Versuchsschiff zum Nachrichtenmittelerprobungskommando (N.E.K.) kommandiert. Am 1. August 1941 wechselte es zum Nachrichtenmittelversuchskommando (N.V.K.). Am 29. Juli 1943 erhielt das Schiff bei einem US-amerikanischen Luftangriff auf Kiel einen Treffer und sank auf Grund, wurde jedoch bald gehoben und nach den notwendigen Reparaturen wieder in Dienst gestellt.

### Nachkriegszeit
Bei Kriegsende im Mai 1945 wurde das Schiff britische Kriegsbeute. Umbenannt in Royal Harald diente es anfangs als Stationsboot des britischen Kommandierenden Admirals in Deutschland in Hamburg, Admiral Sir Harold Martin Burrough. Am 1. Juni 1946 wurde es unter dem neuen Namen Eileen Flaggschiff des Controller General im Zollgrenzschutz See. 1951 wurde es wieder von der Royal Navy übernommen und unter dem Namen Royal Albert bis 1956 als Führungsschiff der in Cuxhaven stationierten British Naval Elbe Squadron eingesetzt.
1956 wurde die Royal Albert nach Belgien zur zivilen Nutzung verkauft. 1959 erfolgte ein erneuter Verkauf nach Griechenland, wo sie von dem neuen Eigner J. Tripos in Piräus zum Passagierschiff umgebaut, in Mahi umbenannt und im Dienst zwischen Piraeus und den Saronischen Inseln eingesetzt wurde. Ihr Endschicksal ist (bisher) nicht bekannt.